# Antropologia sociale (saggio)
Antropologia sociale è un libro scritto da Godfrey Lienhardt, già direttore dell'Istituto di Antropologia dell'Università di Oxford, nel quale più che proporre una storia della disciplina, l'autore informa sui modelli teorici, sui metodi, sulle tecniche utilizzate per la ricerca pratica effettuata sul campo.
Il testo coniuga sia argomenti e concetti tradizionali, sia quelli innovativi e aggiornati; inoltre per rendere ancora più chiara e comprensibile la materia, i metodi sono esposti utilizzando come riferimento esempi reali affrontati dagli antropologi. Questo collegamento con le indagini concrete, consente all'autore di offrire un buon supporto di risultati tecnici e operativi, ottenuti negli ultimi decenni.
Il testo è notevolmente impreziosito da una articolata introduzione, realizzata da A.Colajanni.  
Tra i popoli osservati, si annoverano gli Eschimesi, i Nuer, gli aborigeni australiani, i Pigmei, i Boscimani, dei quali vengono analizzate le condizioni di vita, la struttura sociale, la vita politica, la distribuzione della ricchezza, le modalità produttive e di utilizzo non economico della ricchezza, strutture e tipologie delle famiglie, riti magici e religiosi, superstizioni e credenze, miti, simbolismi.

## Edizioni
- Godfrey Lienhardt, Antropologia sociale, Armando, 1976,  pp.191 , cap.7.